# Ricardo Piccirilli
Ricardo Piccirilli (Azul, 22 de febrero de 1900 - Buenos Aires, 25 de enero de 1976) fue un maestro e historiador argentino, que llegó a ser presidente de la Academia Nacional de la Historia de la República Argentina.
Hijo de un zapatero italiano y de una inmigrante francesa, realizó sus estudios en la Escuela Normal de su ciudad natal, recibiéndose de maestro. Ejerció como tal en Las Flores (Buenos Aires), donde formó su familia, casándose con Teófila Alanis en 1924; dos años más tarde se trasladó a Tandil, donde trabajó como profesor secundario en la Escuela Normal de esa ciudad, donde enseñaba Literatura e Historia Argentina. Posteriormente fue también profesor en las escuelas normales de Lomas de Zamora y San Nicolás de los Arroyos. Años más tarde llegó a ser Subinspector General de Enseñanza Secundaria y Normal de la provincia de Buenos Aires.
Sus primeras publicaciones fueron en revistas tales como Caras y caretas, El Hogar y el Diario Español. En 1935 también publicó en el diario La Nación.
En 1938 fue secretario del Primer Congreso Internacional de Historia de América, realizado en 1938. En 1940 inició la prublicación de su obra maestra, Rivadavia y su tiempo, que se publicó en su versión definitiva en 1943, aunque sería ampliada y reeditada en varias ocasiones.
En 1945 fue nombrado miembro de número de la Academia Nacional de la Historia de la República Argentina, para cubrir la vacante generada por el fallecimiento de José Luis Cantilo. Fue también miembro del Instituto Nacional Sanmartiniano y del Instituto Nacional Belgraniano.
En 1974 fue nombrado presidente de la Academia Nacional de la Historia, aunque renunció a su cargo al año siguiente.
Falleció en Buenos Aires en enero de 1976. Fue sepultado en el cementerio de Las Flores junto a su esposa, con quien había tenido su único hijo, Ricardo Héctor. En su sepelio hablaron historiadores de la talla de Miguel Ángel Cárcano, Enrique Williams Álzaga, Enrique Barba y Leoncio Gianello.

## Obra
- Jornada de fuertes (novela histórica, 1927)
- Símbolos
- Tacuaras que sangran
- El caballo en la evolución sociológica argentina
- Rivadavia, precursor de los estudios históricos en el país (1939)
- Carlos Casavalle, impresor y bibliófilo; una época de la bibliografía americana (1942)
- El legado de San Martín; pensamientos, máximas, sentencias (1942)
- Guret Bellemare; los trabajos de un jurisconsulto francés en Buenos Aires; contribución a la historia del derecho argentino (1942)
- Rivadavia y su tiempo (1943)
- Rivadavia y la diplomacia (1945)
- Episodio de una tramitación monárquica frustrada (1945)
- Rivadavia y Cánning (1946)
- Juan Thompson (1949)
- El legado de San Martín; pensamientos, máximas, sentencias (1950)
- Diccionario histórico argentino (con Francisco L. Romay y Leoncio Gianello, 1953)
- San Martín y la política de los pueblos (1957)
- Biografías navales argentinas (con Leoncio Gianello, 1963)
- Lecciones de historia naval argentina (1967)
- Argentinos en Rio de Janeiro: 1815-1820 (1969)
- Los López , una dinastía intelectual (1972)